# Ильин, Константин Тимофеевич
Константин Тимофеевич Ильин (22 декабря 1896 года, дер. Танатово, Евгащинская волость, Тарский уезд, Тобольская губерния — 25 июля 1943 года, Москва) — советский военный деятель, полковник (1938 год).

## Начальная биография
Константин Тимофеевич Ильин родился 22 декабря 1896 года в деревне Танатово ныне Муромцевского района Омской области России.

## Военная служба

### Первая мировая и гражданская войны
7 августа 1915 года призван в ряды Русской императорской армии и направлен в Бийскую местную команду, а в декабре переведён в 17-й Сибирский запасной пехотный полк, дислоцированный в Новосибирске, где после окончания в 1916 году учебной команды продолжил служить командиром отделения. После Февральской революции К. Т. Ильин в марте 1917 года выбран командиром взвода и председателем ротного комитета, однако в июле переведён в 5-й пулемётный полк, дислоцированный в Воронеже, где служил в чинах младшего унтер-офицера и фельдфебеля, а в ноябре избран на должность командира 10-й роты в составе этого же полка. 5 января 1918 года демобилизован из рядов армии, после чего вернулся в родное село.
25 июня 1918 года вступил в партизанский отряд под командованием А. И. Избышева, в составе которого в июне 1919 года принимал участие в ходе восстания против войск под командованием А. В. Колчак, которое в июле было подавлено, а К. Т. Ильин был заключён в Тарскую тюрьму, из которой в августе направлен в Омский полевой суд, при этапировании в который бежал и вернулся в прежний партизанский отряд, который 2 ноября был влит в состав 152-й бригады (51-я стрелковая дивизия), после чего преобразован в лыжный батальон, а К. Т. Ильин назначен на должность пулемётного взвода, а затем — на должности помощника начальника и начальника пулемётной команды в составе 456-го стрелкового полка и 152-й бригады. В июле 1920 года дивизия была передислоцирована на Юго-Западный фронт, после чего Ильин принимал участие в боевых действиях на Каховском плацдарме против войск под командованием П. Н. Врангеля, а также в ходе Перекопско-Чонгарской операции и против войск под командованием Н. И. Махно, Заболотного и других.

### Межвоенное время
После окончания боевых действий К. Т. Ильин продолжил служить в составе 456-го стрелкового полка (51-я стрелковая дивизия) на должностях начальника полковой школы и начальника пулемётной команды.
В мае 1922 года направлен на учёбу в Одесскую высшую повторную школу, которая была расформирована в августе того же года, а К. Т. Ильин был переведён в общеобразовательный отдел Киевской объединённой школы командиров РККА имени С. С. Каменева, а в октябре зачислен в распоряжение Главного управления вузов, откуда вернулся в 51-ю стрелковую дивизию, где служил на должностях помощника начальника, начальника пулемётной команды 3-го батальона и командира роты 2-го батальона в составе 151-го Бауманского стрелкового полка. В октябре 1924 года направлен на учёбу на повторное отделение среднего комсостава при 5-й объединённой школе червонных старшин, дислоцированной в Харькове, после окончания которого в 1925 году вернулся в полк, после чего служил на должностях командира пулемётной роты 3-го батальона и начальника полковой школы. В ноябре 1928 года направлен на курсы «Выстрел», после окончания которых в сентябре 1929 года назначен на должность командира 3-го батальона составе 153-го Замоскворецкого стрелкового полка.
В марте 1931 года назначен на должность для поручений высшего разряда и помощника командира 74-го стрелкового полка по хозяйственной части в составе 25-й стрелковой дивизии. В январе 1932 года Ильин повторно направлен на учёбу на курсы «Выстрел», после окончания которых в мае того же года вернулся в 74-й стрелковый полк, после чего служил на должности заместителя командира по строевой части, одновременно учась на факультете вечернего обучения Военной академии имени М. В. Фрунзе.
15 января 1936 года назначен на должность командира батальона в Харьковской школе червоных старшин имени ЦИК УССР, а в ноябре того же года — на должность старшего преподавателя тактики ВВС в 6-й военной школе летнабов, которая вскоре была преобразована в Краснодарское военное авиационное училище.
В 1939 году окончил вечерний факультет Военной академии имени М. В. Фрунзе. 13 января К. Т. Ильин назначен на должность помощника командира 78-й стрелковой дивизии, а с сентября того же года находился в распоряжении отдела спецзаданий Разведывательного управления Генштаба РККА.
1 апреля 1941 года назначен на должность заместителя командира 227-й стрелковой дивизии, которая формировалась в составе Харьковского военного округа в Славянске (Сталинская область).

### Великая Отечественная война
С началом войны 227-я стрелковая дивизия к 2 июля была передислоцирована на Южный фронт, а 16 июля передана Юго-Западному фронту, после чего вела боевые действия на винницком направлении восточнее Проскурова, а затем — на южном фазе обороны Киева, в ходе чего в августе полковник К. Т. Ильин был ранен, после чего лечился в московском госпитале.
По выздоровлении в декабре 1941 года назначен на должность командира 422-й стрелковой дивизии, формировавшейся в Аткарске (Саратовская область) и 15 февраля 1942 года переименованной в 397-ю. По завершении формирования в период с 18 февраля по 6 марта дивизия была передислоцирована район юго-восточнее города Холм, где включена в состав 3-й ударной армии (Калининский фронт), а затем передана 1-й ударной, после чего с 21 апреля вела наступательные боевые действия против демянской группировки войск противника в районе деревни Рамушево, а 11 июня заняла оборонительный рубеж Кулаково, Будомицы, Медведево северо-западнее Демянска.
26 октября назначен на должность командира 245-й стрелковой дивизии, ведшей боевые действия в районе Демянска, а в феврале 1943 года участвовавшей в ходе Демянской наступательной операции.
20 марта 1943 года полковник Константин Тимофеевич Ильин направлен на учёбу на ускоренный курс при Высшей военной академии имени К. Е. Ворошилова, однако 25 июля того же года умер в Центральном военном госпитале из-за тяжёлой болезни.

## Награды
- Орден Отечественной войны 1 степени (04.06.1944; посмертно);
- Юбилейная медаль «XX лет Рабоче-Крестьянской Красной Армии» (1938 год).